# Canton de Boiscommun
Le canton de Boiscommun ou canton de Bois Commun est une ancienne division administrative française du district de Pithiviers situé dans le département du Loiret.

## Histoire
Le canton est créé le 10 février 1790 sous la Révolution française.
Le canton disparaît en 1801 (9 vendémiaire, an X) sous le Premier Empire ; toutes ses communes sont reversées dans le canton de Beaune.

## Géographie
Le canton de Boiscommun comprend les huit communes suivantes : Boiscommun, Chemault, Montbarrois, Montliard, Nibelle, Saint-Loup-des-Vignes, Saint-Sauveur, Saint-Michel.